# أسرة المجموعات المنتهية نقطيا
في الرياضيات، نسمّي أسرة مجموعات {\displaystyle {\mathcal {U}}} من أجزاء فضاء طوبولوجي {\displaystyle X} أسرةً منتهيةً نقطيّاً إذا كان كلّ عنصرٍ من {\displaystyle X} ينتمي فقط لعددٍ منتهٍ من عناصر {\displaystyle {\mathcal {U}}}.
ومن الجدير بالذّكر أنَّ كلَّ أسرةٍ منتهيةٍ محليّاً من أجزاء فضاء طوبولوجي لابدَّ وأن تكون منتهيةً نُقطيّاً في هذا الفضاء.

## مثال
إنَّ أسرة المجموعات
{\displaystyle \{]n,n+2[\}_{n\in \mathbb {Z} }} تشكّل أسرة منتهية محليا في الفضاء الحقيقي {\displaystyle \mathbb {R} }